# Friedrich Bouterwek

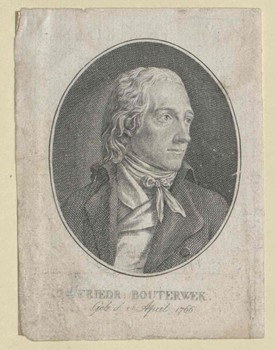
Friedrich Bouterwek

Friedrich Ludewig Bouterwek (15 de abril de 1766 – 9 de agosto de 1828) foi um filósofo, crítico literário e hispanista alemão, filho de um diretor de mineração em Oker, Eleitorado da Saxônia; hoje um distrito de Goslar na Baixa Saxônia.

## Vida
Bouterwek estudou direito e filologia com Christian Gottlob Heyne e Johann Georg Heinrich Feder na Universidade de Göttingen.
Depois de terminar seus estudos, foi nomeado para o Tribunal de Apelação de Hanover, enquanto, apoiado por Johann Wilhelm Ludwig Gleim, também estreou como autor sob o pseudônimo de Ferdinand Adrianow no Göttinger Musenalmanach publicado por Gottfried August Bürger. Retornou a Göttingen como professor de história, a partir de 1790, porém, tornou-se discípulo de Immanuel Kant e publicou Aphorismen nach Kants Lehre vorgelegt (1793) [Aphorismen, den Freunden der Vernunftkritik nach Kantischer Lehre vorgelegt (1793).]. Em 1802 tornou-se professor ordinário de filosofia em Göttingen, onde permaneceu até sua morte.
Bouterwek morreu em Göttingen, Reino da Saxônia.

## Crítica literária
Encarregado por Johann Gottfried Eichhorn a participar de seu projeto enciclopédico, Bouterwek escreveu Geschichte der neuern Poesie und Beredsamkeit (Göttingen, 12 vols., 1801–1819), sua principal obra crítica, cuja história da literatura espanhola foi publicada separadamente em francês, espanhol e inglês. Ela foi a referência de autoridade ao tema até 1849, quando surgiu a História de George Ticknor.
O quarto volume da série era especificamente sobre a literatura portuguesa, Geschichte der portugiesischen Poesie und Beredsamkeit ("História da Poesia e Eloquência Portuguesa"); ela promoveu uma renovação entre a intelectualidade portuguesa do século XIX, que ganhou novo acesso a novas fontes sobre as produções lusófonas. Isso se deu após a divulgação de uma tradução desse seu livro ao inglês, History of Portuguese Literature (1823), no contexto da aliança comercial luso-britânica, o que também incentivou em Portugal a busca do original alemão de Bouterwek.
Bouterwek talvez tenha sido também o primeiro crítico especialista a reconhecer os românticos ("Romantiker") como um grupo literário definido à parte. Dentre outros escritos, ele também esboçou uma história do chamado amor romântico (Ideen, Notizen und Documente zu einer Geschichte der romantischen Liebe), analisando desenvolvimentos desde os romances da cavalaria até aos da nova poesia romântica moderna.

## Filosofia
Como filósofo, fez críticas à teoria da "coisa em si" ( Ding-an-sich, númeno). Pela razão pura, conforme descrita na Kritik, a “coisa em si” só pode ser um “algo em geral” inconcebível; qualquer afirmação sobre isso envolveria a predicação da Realidade, da Unidade e da Pluralidade, que pertencem não à coisa absoluta, mas aos fenômenos. Por outro lado, o sujeito é conhecido pelo fato da vontade, e o objeto pelo da resistência; o conhecimento do querer é a afirmação da realidade absoluta no domínio do conhecimento relativo. Desde então, esta doutrina foi descrita como virtualismo absoluto.
Seguindo esta linha de pensamento, Bouterwek deixou a posição kantiana através da sua oposição ao seu formalismo. Mais tarde na vida, ele se inclinou para as opiniões de Friedrich Heinrich Jacobi, cujas cartas para ele (publicadas em Göttingen, 1868) lançaram muita luz sobre o desenvolvimento de seu pensamento.

## Obras filosóficas e literárias
Suas principais obras filosóficas são:
- Ideen zu einer allgemeinen Apodiktik (Göttingen e Halle, 1799)
- Estética (Leipzig, 1806; Göttingen, 1815 e 1824)
- Lehrbuch des Philos. Vorkenntnisse (Göttingen, 1810 e 1820)
- Lehrbuch der philos Wissenschaften (Göttingen, 1813 e 1820).

Nessas obras ele se dissociou da escola kantiana.
Ele também escreveu três romances, Paulus Septimus (Halle, 1795), Graf Donamar (Göttingen, 1791) e Ramiro (Leipzig, 1804), e publicou uma coleção de poemas (Göttingen, 1802).